# ATV Offroad Fury 2
ATV Offroad Fury 2 est un jeu vidéo de course développé par Rainbow Studios et édité par Sony Computer Entertainment, sorti exclusivement pour la PlayStation 2, le 12 novembre 2002 en Amérique du Nord et le 3 octobre 2003 en Europe.
Il fait suite à ATV Offroad Fury (2001). Il est le premier opus de la série ATV Offroad Fury à prendre en charge le multijoueur en ligne, utilisant à la fois une connexion haut débit et une connexion par ligne commutée.
Le jeu connaît une suite nommée ATV Offroad Fury 3 en 2004.

## Système de jeu
Dans le prolongement de son prédécesseur, ATV Offroad Fury 2 propose plus d'ATV (c'est-à-dire des quads), de mini-jeux, de championnats, etc.
Les ATV ne subissent pas de dégâts, mais leurs occupants sont vulnérables aux chutes lors d'un mauvaise réception du véhicule ou si un autre coureur atterrit sur le joueur.
Le jeu propose également de nouvelles figures permettant de gagner des points, ainsi que des championnats où les joueurs peuvent gagner des points de carrière pour chaque course terminée. Terminer les championnats débloquera un nouvel événement tel que les événements freestyle, dont les joueurs doivent atteindre l'objectif dans le temps imparti. Le jeu propose également des mini-jeux.
ATV Offroad Fury 2 est également le premier volet de la série à proposer un jeu en ligne, qui permet aux joueurs de se défier sur un réseau en ligne (comprenant un ensemble de lobby), connecté via i.LINK , en réseau local ou d'autres connexions réseau.
Les cascades proposées dans ATV Offroad Fury 2 sont généralement activées en appuyant sur une combinaison de boutons pendant que l'ATV du joueur est dans les airs, pour activer des combos basés sur des cascades. Chaque série de figures nécessite également un temps d'exécution différent.

## Accueil
À sa sortie, ATV Offroad Fury 2 reçoit des critiques « généralement favorables », selon l'agrégateur Metacritic sur la base de 26 critiques.
La rédaction d'IGN donne au jeu une note de 9 sur 10, louant le gameplay, mais critiquant la bande-son. Le site GameSpot accorde au jeu une note de 7 sur 10, soulignant le manque de changements par rapport au jeu précédent.
ATV Offroad Fury 2 reçoit une nomination pour le titre de « Jeu de course sur console de l'année » lors de la 6e édition annuelle des Interactive Achievement Awards de l'Academy of Interactive Arts and Sciences, mais perdu face à Need for Speed: Hot Pursuit 2.

### Traduction
- (en) Cet article est partiellement ou en totalité issu de l’article de Wikipédia en anglais intitulé « ATV Offroad Fury 2 » (voir la liste des auteurs).